# Schloss Kürn

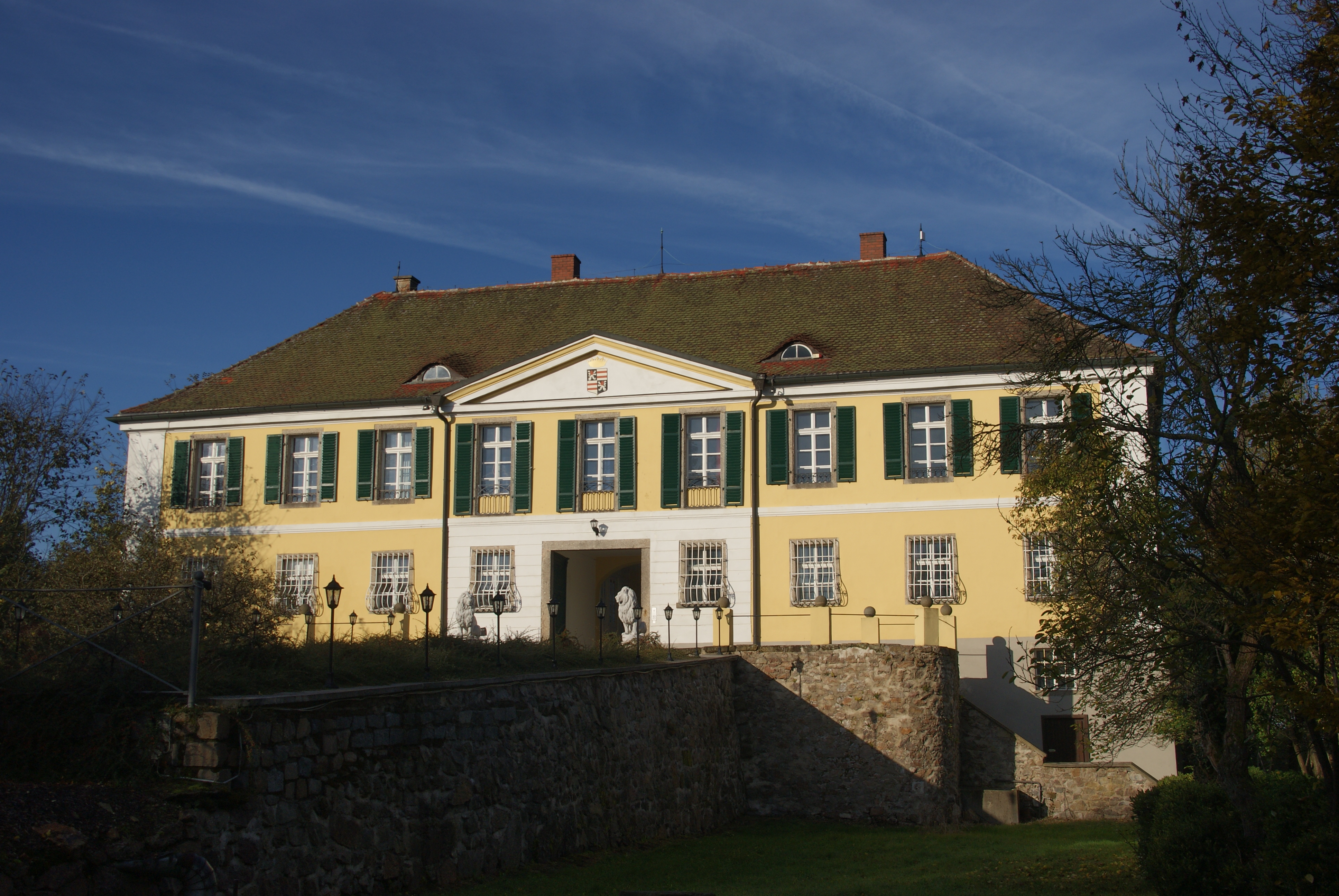
Schloss Kürn

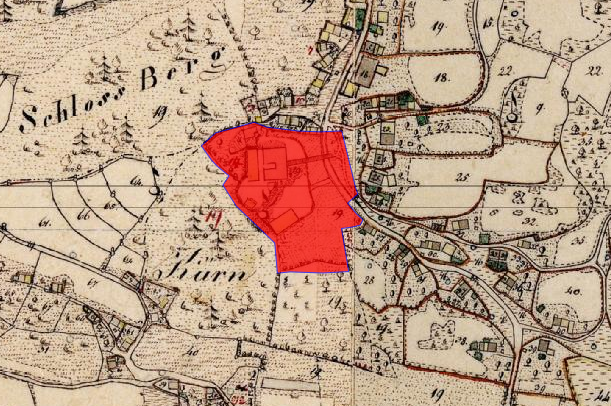
Lageplan von Schloss Kürn auf dem Urkataster von Bayern

Das Schloss Kürn ist ein denkmalgeschütztes Gebäude am Schlossplatz 1 / in der Römerstraße 24 im Ortsteil Kürn der Gemeinde Bernhardswald im bayerischen Landkreis Regensburg. Die Anlage ist unter der Aktennummer D-3-75-119-12 als denkmalgeschütztes Baudenkmal von Kürn verzeichnet. Ebenso wird sie als Bodendenkmal unter der Aktennummer D-3-6839-0012 im Bayernatlas als „archäologische Befunde im Bereich des ehem. Schlosses von Kürn, zuvor mittelalterliche Burg“ geführt.

## Geschichte
Die Erbauer der Burg waren die Herren von Kürn, die dort ihren Stammsitz hatten. 1197 wurden die Edlen von Kürn erstmals erwähnt, 1299 ein castrum dictum Churn. Nach dem Verkauf von Burg und Herrschaft Kürn an die Paulsdorfer 1394 verlagerten die Herren von Kürn ihren Herrschaftssitz auf Burg Kürnberg bei Stamsried, wo Hans Kürner 1422 als der letzte Kürnberger erwähnt wird. Spätere Besitzer der Burg Kürn waren 1623 die Herzöge von Bayern und ab 1642 die Familie von Stingelheim. 1825 brannte die Burg ab, sodass ab 1826 das Schloss in klassizistischen Formen neu aufgebaut wurde. Es befindet sich seit 1830 im Besitz der Grafen von Walderdorff.

## Gebäude
Das Schloss ist eine zweigeschossige, schlichte, klassizistische Vierflügelanlage mit Walmdächern, neun Fensterachsen, übergiebeltem Mittelrisalit und Putzgliederungen. Im Kern stammt die Anlage von 1698. Der große natürliche Park in südwestlicher Hanglage bezieht gewachsene Granitblöcke ein und weist einen reichen Buchenbestand auf. Von der alten mittelalterlichen Burganlage ist heute nur noch der Graben erkennbar.